# Riera de la Sala (Castellterçol)
La Riera de la Sala és una riera que discorre pel terme municipal de Castellterçol, al Moianès.
Es forma a la Palanca de la Sala, al nord de l'Obaga de Vila-rúbia per la unió dels torrents de Vilanova i del Marcet.

## Etimologia
Pren el nom de la capella de la Sala de Sant Llogari, gran masia i cap de la parròquia rural de Sant Llogari de Castellet.

## Origen
Es forma a llevant de la Sala de Sant Llogari i de Sant Llogari de Castellet, a l'indret de la Palanca de la Sala, a migdia de l'extrem oriental de la Solella de la Sala i al nord de l'Obaga de Vila-rúbia.

## Recorregut
Des d'aquest lloc davalla cap a ponent, fent tancats meandres tot al llarg del seu recorregut. Deixa a migdia el lloc del Bancal, a ponent i al sud el Castellet (hi fa el tomb en un tancat meandre), al nord la Pinassa de Sant Llogari, fins que s'aboca en la petita resclosa de la Sala de Sant Llogari. Tot seguit, cap a ponent, emprèn un altre tancat meandre cap al nord, per fer tota la volta a la Sala de Sant Llogari i a l'església romànica de Sant Llogari de Castellet. A ponent d'aquestes dues edificacions es converteix en la riera de Sant Joan just en rebre per l'esquerra el torrent de Vila-rúbia.